# 蓝弧文化
广州蓝弧文化传播有限公司（英语：Bluearc Animation Studio，简称蓝弧文化、蓝弧）创建于2003年，是一家在中国大陆动漫业界有着重要影响的文化传媒公司，主要从事动画连续剧、电影、网络剧的制作发行及其衍生品的开发。截至2016年，蓝弧文化制作发行了超过20部动画连续剧及电影，作品总时长超过35000分钟。其制作的《洛洛历险记》《果宝特攻》《超兽武装》等多部作品电视收视率、视频网站点击量在中国大陆名列前茅。2014年，蓝弧公司估值逾4亿元，位居中国动漫企业前列。
蓝弧文化曾几度易主，期间其经营战略也发生过数次转变，其创始人王巍对蓝弧特别是其作品的制作环节有着关键性的影响。

## 历史

### 成立之初(2003-2007)
2003年，蓝弧文化传播有限公司前身——蓝弧信息科技有限公司创建于广州，王巍为法人代表。
据其好友称，王巍当时是“中山大学高材生，未毕业已名噪广东音乐界”，公司成立之初身兼导演、编剧、编曲、配音等职务，是蓝弧文化最重要的奠基人。2005年，王巍以导演身份执导《猪猪侠》前四部的制作。在此期间，蓝弧核心创作团队逐渐成型，王巍也因其出色的能力在动漫业界声名鹊起。此后，蓝弧逐步开始建立自主品牌。
2004年起，蓝弧开始从国际上引进三维动画技术，同年推出首部作品《鬼马小精灵》，但并未引起社会关注。2007年，推出《果冻宝贝》《果冻三剑客》两部少儿向电视动画作品，获得一定反响。蓝弧作为一家初创企业，也因此而受到了玩具厂商和风投机构的关注，其中包括其重要投资方海汇投资和玩具合作方星杰玩具。由《果冻三剑客》演化而来的《果宝特攻》系列后来也成为了蓝弧的核心IP。但总体来说，2007年之前蓝弧文化在中国动漫业界的知名度仍不算高。

### 高产时期(2007-2014)

#### 兴起(2007-2010)
2007年，王巍注册了广州蓝弧文化传播有限公司作为公司的新名称。此后，“蓝弧文化”成为蓝弧正式简称，也作为蓝弧旗下各公司的总称。
2009年，蓝弧文化与星杰玩具合作推出机甲主题三维动画《百变机兽之洛洛历险记》，在中国大陆主要电视频道播出后引起了巨大的反响，连续数月占据着全国各地电视频道的动画栏目，被称为“中国版变形金刚”“中国三维动画里程碑式的作品"，衍生品更是销售火爆一时。《洛洛历险记》不仅是蓝弧的成名之作，也成为了中国动画发展史上重要的一部作品。然而，作品的空前火爆也造成了蓝弧和星杰关于作品主导权的争夺，双方的合作最终破裂，《百变机兽》系列就此没落。同时，星杰的报复也对高度依赖玩具盈利的蓝弧造成了巨大冲击。
2010年，蓝弧文化接受广州海汇投资公司的风险投资资金，与奥飞动漫合作推出《果宝特攻》系列动画作品。《果宝特攻》以极其大胆的剧情设计和诙谐泼辣的人物对白迅速风靡全国，成为蓝弧继《洛洛历险记》后又一部热播作品。蓝弧独特的创作风格深入人心，在中国动画传媒界受到了广泛关注。依靠两部作品，蓝弧迅速完成了制作团队和产业链的构建，成为一家成熟的动漫企业。

#### 巅峰(2011-2013)
2012年，蓝弧将动画业务转移至旗下蓝弧动画传媒有限公司，王巍任执行董事兼经理，不久，中国著名动漫玩具企业奥飞动漫控股蓝弧文化。蓝弧与奥飞的合作助推了蓝弧的快速发展，蓝弧作品产量和营收均大幅提高，其在中国动画界的影响力也达到巅峰。其间，蓝弧最为盛传的两部作品《超兽武装之勇者无惧》和《果宝特攻2》相继推出，均引发巨大反响。蓝弧凭借其作品跌宕起伏的剧情设计、大胆深刻的思想内涵和富有特色的“神转折”“神展开”获得大量粉丝追捧，关注热度持续高涨。
受蓝弧口碑的带动作用，蓝弧新作《钢铁飞龙》的宣传片获得了出乎意料的反响，其改编电影《Dragon Force》也成功打入日本动画市场。但由于《钢铁飞龙》过度植入机甲元素和设计雷同，造成了观众审美疲劳，加上网络动画兴起、广电政策收紧和合作方变动等因素影响，《钢铁飞龙》口碑和播放量高开低走，盈利也大幅低于期望。
同年，蓝弧与炫动传播合作推出的《铁甲威虫之骑刃王》意外爆红，其作品风格相对于蓝弧传统风格有极大的改变，受众定位也有明显的不同，因此也被认为是蓝弧自我突破的一次尝试。在此期间，蓝弧受制于发展瓶颈，多次对发展战略进行微调，逐步开始进行自我改革，试图通过重新定位寻求突破以往过度依赖电视台和玩具厂商的盈利模式。蓝弧股权结构也逐渐发生变化，奥飞影响力减弱，创始人王巍、海汇投资和前海润策三方为蓝弧主要投资人。
2013年，蓝弧重新回归其崛起IP《百变机兽之洛洛历险记》，推出高质量重制版《武战道》，希望能重新聚拢该系列作品粉丝。但由于剧情未做改变、与原作相隔时间长达四五年，同时也面临星杰重制版《元气星魂》的竞争和网络动画的迅速崛起，《武战道》反响不及预期，续作计划也不了了之。由于营收的下降，蓝弧开始探索商业模式转型。

#### 转型(2014)
2014年，蓝弧作品产量持续爆发，一年内连续推出《果宝特攻》系列第三部《回到三果》、模仿日本动画《铁甲小宝》的子供向真人+CG动画连续剧《快乐酷宝》、网易游戏《梦幻西游》同名动画、幼教动画《星语星愿》等。同时蓝弧也积极开发页游、手游、漫画期刊和游戏外设等，先后乐逗游戏、奇虎360等中国知名游戏厂商合作，推出多款以蓝弧动漫IP为主题的热门游戏。全产业链的商业开发模式为蓝弧带来了了十分可观的市场效益，在衍生品多元化开发上也取得了重大突破。《果宝特攻3》和《快乐酷宝》系列均实现了创纪录的营收，一改此前蓝弧作品“叫好不叫座”的尴尬。但同时，蓝弧也因抄袭照搬、低幼化、套路化和一味圈钱逐利而备受批评，引发了粉丝的强烈反弹，也严重损害了蓝弧作品制作精良、内涵深刻的口碑。蓝弧再次谋求转型。

### 光线控股(2014-2016)
2014年6月17日，中国大陆著名影视娱乐公司光线传媒以逾2亿元收购蓝弧文化50.8%的股权，成为蓝弧文化控股股东。光线传媒董事长王长田兼任蓝弧文化董事长。
2016年1月23日，由光线传媒、彩条屋影业、蓝弧文化联合出品的电影《果宝特攻之水果大逃亡》在中国大陆上映。

### 重新独立(2016-至今)
2016年12月14日，光线传媒以2.4亿余元人民币转让其持有的全部50.8%蓝弧文化股份，此后蓝弧创始人王巍以40%股份重新成为第一大股东。
2017年3月1日，《超兽武装》真人版网络剧《千面英雄》正式开机。
2017年3月，蓝弧文化拍摄的电影《钢铁飞龙之再见奥特曼》。但因侵權而遭起訴，2020年起訴成立。
2021年釋出新作預告片——首部網路動畫《风云变》，改編自馬榮城知名漫畫《風雲》，企鹅影视出品，預定腾讯视频和极光TV播出。

## 作品

### 电视动画
- 《猪猪侠》前四季(2005-2009)
- 《果冻宝贝》(2006)
- 《果冻三剑客》(2007)
- 《百变机兽之洛洛历险记》(2007-2008)
- 《迪比狗》(2008-2010)
- 《果宝特攻》(2009)
- 《超兽武装之仁者无敌》(2010-2011)
- 《超兽武装之勇者无惧》(2011-2012)
- 《超能学园》(2011-2012)
- 《宇宙星神》(2011-2012)
- 《果宝特攻2》(2012)
- 《钢铁飞龙》(2012)
- 《武战道》(2013)
- 《铁甲威虫之骑刃王》(2012)
- 《快乐酷宝》(2013)
- 《果宝特攻3》(2014)
- 《星语星愿》(2014)
- 《快乐酷宝2》(2014)
- 《梦幻西游》(2014-2016)
- 《果宝特攻4》(2015-2016)
- 《风云变》(TBA)

### 网络剧
- 《超兽武装之千面英雄》(2017)

### 动画电影
- 《果宝特攻之水果大逃亡》(2016)

### 游戏及外设
- 《超兽武装online》[28]
- 《果宝三国》[29][30]
- 《机战王》页游
- 《机战王》手游[31]
- 儿童智能娱乐外设“摇乐宝”[32]

### 动漫人偶剧
- 《果宝特攻之杰克精灵》[33]

## 粉丝文化

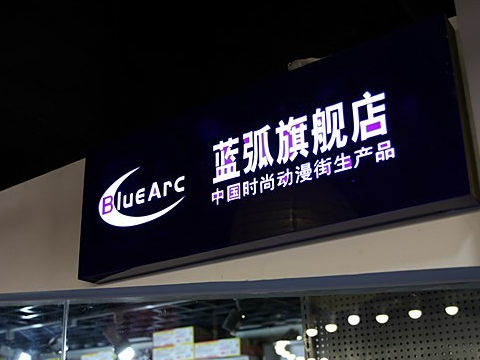
2014年起，蓝弧开始通过其直属旗舰店和网店销售其动漫衍生品，直至2016年全部关闭。图为蓝弧旗舰店广州店外景。

蓝弧文化是一家原创性动漫公司，拥有多部自主知识产权的热播作品，在中国动画界拥有良好的作品口碑。蓝弧动画作品极为高产，其作品题材丰富风格多样，涵盖了众多拥有不同偏好的受众群体，因而其粉丝结构也呈现出多样化的特点。
- 2010年，蓝弧文化在新浪微博和腾讯微博同步开通了官方账号（页面存档备份，存于）[34][35]。
- 2011年，蓝弧文化开通首个官方网站（页面存档备份，存于），其后又开通蓝粉大本营（页面存档备份，存于）。
- 2014年，蓝弧文化开通微信公众号“蓝弧文化-3KO”。
- 2014年，蓝弧文化先后在淘宝、天猫开通“官方旗舰店”。
- 2015年，蓝弧文化授权开通QQ空间“蓝弧发布”[36]，同时入驻百度贴吧。
- 2017年，蓝弧文化在中国多个视频网站开设官方账号。

## 争议

### 光线传媒控股事件
2014年6月17日，光线传媒发布公告，计划以逾2亿元收购蓝弧文化50.8%的股权，在光线投资者和蓝弧粉丝圈中引发轩然大波。尽管多数投资者视之为“重大利好”，但由于蓝弧文化连续亏损、估值高于净资产近10倍，引发部分投资者对蓝弧文化未来盈利预期的担忧。不仅如此，收购公告中还出现了名称日期误录等低级错误，引发媒体质疑收购行为“欠缺深思熟虑”“仓促上马”。光线传媒也在公告中承认蓝弧文化2014年业绩承诺“存在可能无法实现的风险”。次日开盘后，光线传媒股票遭机构投资者抛售近2.6亿元，但仍然涨停。
蓝弧粉丝也对此次收购保持了高度关注，6月17日当晚即有粉丝在百度贴吧中自发传播最新消息，并引起了广泛的讨论。次日，蓝弧文化在其官方网站上发布了新闻稿，但并未就此事作出进一步评论。
2016年12月14日，光线传媒以2.4亿余元人民币转让其持有的全部50.8%蓝弧文化股份，此后蓝弧创始人王巍以40%股份重新成为第一大股东。

### 蓝弧奥特曼版权争议
奥特曼作品在日本以外地区的版权存在争议，泰国导演辛波特·桑登猜主张奥特曼系列作品始创者圆谷英二之子圆谷皋曾与1976年将奥特曼早期9部作品在日本以外的全球著作权转让给他，而圆谷公司则主张辛波特的转让合同系伪造的。转让合同，也就是所谓的《1976年合同》，在日本和中国大陆被法院裁定为有效，而在泰国和美国被裁定为无效。
蓝弧文化于2017年开始制作将奥特曼与铁甲飞龙相结合的动画电影及动画片，其中奥特曼形象的使用授权就是基于有争议的《1976年合同》，因此曾多次被圆谷公司起诉，网络上也有很多质疑言论，但由于《1976年合同》已于2013年被中国最高人民法院裁定为有效，因此圆谷公司的起诉并未影响相关作品的发行、上映。

## 奖项
- 蓝弧文化
  - 2008年 广东省广播电影电视局“国家动画产业基地”称号。[41]
  - 2009年 广州动漫行业协会“优秀动漫企业”称号[7]。
  - 2012年 蓝弧创始人王巍获“中国动漫新锐榜十大新锐”“中国动漫产业建设十大杰出企业家”称号。[42]
  - 2011年 广州市科技和信息化局“广州市重点动漫企业”称号[7]。
  - 2012年 广东省科学技术厅“广东省高新技术企业”称号[7]。
  - 2013年 德勤“高科技高成长中国50强”称号[43][44]。
- 超兽武装
  - 2011年 天下动漫风云榜年度动漫作品[14]。
  - 2012年 第九届中国动漫艺术周“金恐龙”国际原创动漫作品大奖赛“最佳荣誉奖”[7]。
- 迪比狗
  - 2010年 法国戛纳电视节儿童评审团大奖（MipJunior Kid's Jury），入围MipCOM Global Licencing两项的决赛。
  - 2010年 《迪比狗》主题曲获第二届中国年度十大优秀歌曲奖[45]。
  - 2011年 法国戛纳电视节CC Ventures大奖。该奖项是由私人股权投资者评选出的年度最具创意作品[46] 。
  - 2011年 天下动漫风云榜年度动漫作品[14]。
  - 2014年 芬兰影视出口机构Favex出口视听作品奖“胡尔塔奖”[47][48][49]。
- 快乐酷宝
  - 2013年 “金花瓣奖”最具人气动画作品[7]。
  - 2013年 “蛙王酷宝”形象获第五届“中国年度十大最具产业价值影视动画形象奖"，主题曲获第五届“中国年度十大优秀歌曲奖”[7]。
  - 2014年 中国国家新闻出版广电总局“中国动漫授权业十大中国品牌”称号[50]。
- 果宝特攻
  - 2014年 第四届中国十大卡通形象“提名奖”[51]
  - 2011年 第八届“中国动漫产业十大影响力品牌”[52]
  - 2012年 中国动画美猴奖“最佳动画产业价值奖”[7]。

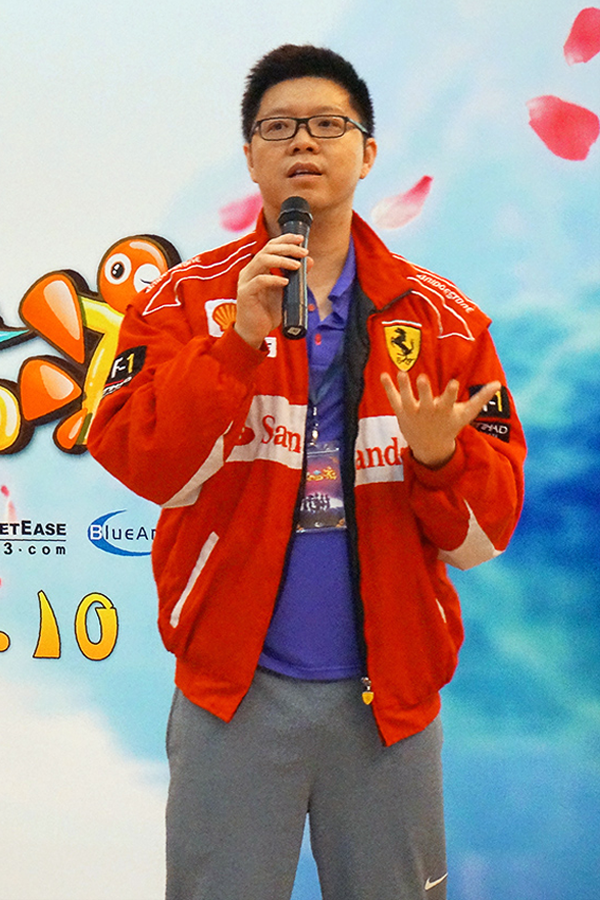
王巍，蓝弧文化创始人，现任蓝弧文化CEO。

- 铁甲威虫
  - 2012年 中国动画美猴奖“最佳动画音乐奖”[7]。

## 相关人物
- 王巍，蓝弧文化创始人，现为蓝弧文化CEO兼控股股东。
- 王长田，光线传媒董事长，曾任蓝弧文化董事长兼控股股东。
- 崔文宇，蓝弧文化创始人之一，现任蓝弧文化技术总监[53]。
- 陈奋，蓝弧文化导演，主要作品《果宝特攻3》《梦幻西游》。